# Suhache Rock
Der Suhache Rock (englisch; bulgarisch скала Сухаче skala Suchatsche) ist ein in ostnordost-westsüdwestlicher Ausrichtung 270 m langer und 50 m breiter Klippenfelsen vor der Nordwestküste von Robert Island im Archipel der Südlichen Shetlandinseln. Er liegt 0,42 km westlich von Heywood Island, 0,85 km nördlich von Rogozen Island und 1,64 km östlich der Potmess Rocks.
Britische Wissenschaftler kartierten ihn 1968, bulgarische 2009. Die bulgarische Kommission für Antarktische Geographische Namen benannte ihn 2013 nach der Ortschaft Suchatsche im Norden Bulgariens.